# Ка Бортолан (Венеција)
Ка Бортолан (итал. Ca' Bortolan) је насеље у Италији у округу Венеција, региону Венето.
Према процени из 2011. у насељу је живело 31 становника. Насеље се налази на надморској висини од 1 м.